# 广部
部，為漢字索引裡為部首之一，康熙字典214個部首中的第五十三個（三劃的則為第二十四個）。在傳統漢字與中文簡化字中，广部都被歸於三劃部首。广部通常是從左上方均為部字，且無其他部首可用者將部首歸為广部。
中文簡化字字將「廣」字簡化為「广」，兩字同形，因此广部在簡化字使用者中通稱「广字頭」。但就部首表示的意思而言，兩者沒有關係。
此外，「广」與「厂」本不同字，但兩者字形相近，在金文中就有混淆兩個部首的情況。後來由於漢字簡化和異體字的選用，中文简化字和日本新字体都有一些原屬广部的漢字歸入了厂部。

## 部首單字解釋
1. 靠著崖巖而築的房屋。見《說文》。
2. 泛指小屋。
3. 棟頭。見《增韻》。

## 字形

金文
大篆
小篆

## 名稱
- 漢語：部　（拼音：yǎnbù　注音：ㄧㄢˇㄅㄨˋ）
- 廣東話：部 （广，粵拼：jim2　直音：掩）
- 日語：
- 朝鲜語：

## 字例
| 除部首外之筆劃 | 字例 -{                                |
| -------------- | -------------------------------------- |
| 0              | 广                                     |
| 2              | 庀庁庂広                               |
| 3              | 庄庅庆𢇡𢇢㡯㡰㡱                       |
| 4              | 床庋庌庍庎序庇庈庉庐庑庒庘𢇱㡲㡳       |
| 5              | 庚庛府庝庞废底庖店庙㡺㡻㡴㡵㡶㡷㡸㡹   |
| 6              | 㡼庠庡庢庣庤庥度㡼㡽㡾㡿㢀㢁㢂𢈈𢈖𢈘度 |
| 7              | 座庨庩庪庫庬庭庮庯㢃㢄㢅㢆㢇𢈱         |
| 8              | 庰庳庶庱庲庳庴庵康庸庹庺庻㢊㢋㢌㢈㢉   |
| 9              | 廊廄庽庾庿廀廁廂廃㢍㢎㢏𢉽𢉾㢐         |
| 10             | 廅廆廇廈廉廋廌䧹𢉼𢊍㢑𢊑               |
| 11             | 廍廎廏廐廑廒廓廔廕廖廗廘𢊫㢒㢓㢔㢕廒   |
| 12             | 廙廚廛廜廝廞廟廠廡廢廣廤㢖㢗㢘         |
| 13             | 廥廦廧廨廩廪㢚㢛㢜㢙                   |
| 14             | 𢋠                                     |
| 15             | 廫𢋬                                   |
| 16             | 廬廭龐𢋴㢝廬                           |
| 17             | 廮廯廰㢞                               |
| 18             | 廱                                     |
| 19             | 廲𢌊𢌌                                 |
| 20             | 𢌎                                     |
| 22             | 廳 }-                                  |

1. ↑  . 漢語多功能字庫 Multi-function Chinese Character Database.   [2020-11-27]. （原始内容存档于2021-01-16）.